# Heterusia ludisignata
Heterusia ludisignata är en fjärilsart som beskrevs av W. Warren 1904. Heterusia ludisignata ingår i släktet Heterusia och familjen mätare. Inga underarter finns listade i Catalogue of Life.